# الخطاب العربي المعاصر (كتاب 1982)
الخطاب العربي المعاصر: دراسة تحليلية نقدية هو كتاب من تأليف المفكر المغربي محمد عابد الجابري، صدر سنة 1982. يتناول فيه عدداً من الخطابات الفكرية والسياسية التي ظهرت في العالم العربي منذ القرن التاسع عشر، ويقدّم قراءة تحليلية نقدية لبنيتها ومفاهيمها وأسسها المرجعية.

## الخلفية
الخطاب العربي المعاصر: دراسة تحليلية نقدية هو كتاب تمهيدي ضمن مشروع المفكر المغربي محمد عابد الجابري المعروف بـمشروع نقد العقل العربي، وهو المشروع الذي امتدّ على ما يقارب ثلاثة عقود. يشكّل هذا الكتاب مقدمة منهجية وفكرية لما سيصبح لاحقًا سلسلة من الأعمال التي سعت إلى تحليل البنية الذهنية والفكرية للعقل العربي الحديث، وفهم آليات اشتغاله في ضوء إشكاليات النهضة والحداثة.
صدر الكتاب في سياق الاهتمام بإعادة قراءة الخطاب العربي المعاصر، بهدف الكشف عن بنيته العميقة وآلياته المرجعية، بدل الاكتفاء بتحليل مضامينه الظاهرة. يندرج ضمن خلفية فكرية واسعة سعى فيها الجابري إلى دراسة علاقة الثقافة العربية بالتراث والحداثة، والبحث عن صيغة معرفية تتيح للعقل العربي التفاعل مع واقعه التاريخي ومع متطلبات العصر الحديث.
ينتمي هذا العمل إلى المرحلة الأولى من مشروع نقد العقل العربي، والذي أثمر أعمالًا أخرى مثل تكوين العقل العربي، بنية العقل العربي، العقل السياسي العربي، والعقل الأخلاقي العربي. وقد شكّلت هذه المؤلفات معًا محاولة متكاملة لإعادة النظر في أسس التفكير العربي، من خلال رصد خطابات النهضة والقومية والسياسة والفلسفة، وتشخيص مواطن القوة والقصور فيها، بطريقة تحليلية نقدية تلتزم بالحياد الأكاديمي دون انخراط مباشر في تبني مواقف أيديولوجية.

## المحتوى
في كتابه الخطاب العربي المعاصر: دراسة تحليلية نقدية، يقدم محمد عابد الجابري قراءة نقدية معمقة لبنية الخطابات الفكرية في العالم العربي الحديث، ساعيًا إلى الكشف عن التناقضات والاختلالات التي تَشوبها. يبدأ المؤلف بمقدمة توضح أهمية الاشتغال على الخطاب بدل الاقتصار على المضامين أو الشعارات، مؤكدًا أن تحليل الخطاب هو مدخل ضروري لفهم عقل الأمة ومكامن عطالتها المعرفية والسياسية.
ينتقل الجابري في الفصل الأول إلى دراسة الخطاب النهضوي الذي تشكل في القرن التاسع عشر ومطلع القرن العشرين، ويطرح فيه أسئلة مركزية حول مفهومي "النهضة" و"السقوط". يبيّن أن هذا الخطاب تأسس على وعي بالانحطاط الحضاري، لكنه لم يكن قادرًا على بلورة مشروع معرفي قادر على الخروج من الأزمة. ثم يعالج إشكالية "الأصالة والمعاصرة"، ويلاحظ أن التوتر بين الحفاظ على التراث والانفتاح على الحداثة الغربية قد ولّد خطابًا مأزومًا لم يستطع تجاوز ثنائياته الحادة، بل انزلق في كثير من الأحيان إلى تبرير التبعية أو الانغلاق.
أما الفصل الثاني فيتطرق إلى الخطاب السياسي في الوطن العربي، حيث يتتبع المؤلف العلاقة الجدلية بين الدين والدولة، مؤكدًا أن الخطاب العربي كثيرًا ما خلط بين السلطة الدينية والسياسية، مما جعل المفاهيم السياسية الحديثة كالشرعية والديمقراطية تدخل المجال التداولي وهي مشحونة بأبعاد دينية أو تراثية. ثم يخصص الجابري جزءًا من هذا الفصل لتحليل الخطاب الديمقراطي في علاقته بالأهداف القومية، موضحًا كيف أن الطموح إلى بناء أمة عربية موحدة اصطدم بمطلب الديمقراطية، حيث كانت الأولوية غالبًا تُمنح للوحدة على حساب الحرية، مما أدى إلى تأبيد أنظمة استبدادية باسم القضية القومية.
في الفصل الثالث، يركز الجابري على الخطاب القومي، ويقارب التوتر الكامن بين الدعوة إلى الوحدة وتبني الاشتراكية كخيار أيديولوجي. يبين أن هذا الخطاب نشأ في ظل صعود الحركات التحررية، وكان يتغذى من مشاعر الحنين إلى مجد عربي ماضٍ، لكنه ظل أسيرًا لشعاراته، وغير قادر على تجديد أدواته الفكرية. كما يتناول المؤلف الخطاب القومي في علاقته بالقضية الفلسطينية، مبينًا كيف تحولت فلسطين إلى مركز رمزي للوحدة العربية، لكن دون أن تُترجم هذه الرمزية إلى مشروع فعلي للتحرر، مما جعل الخطاب القومي يفقد جزءًا من صدقيته أمام فشل متكرر في الواقع.
أما الفصل الرابع فيُعنى بتحليل الخطاب الفلسفي العربي المعاصر، حيث يرى الجابري أن هذا الخطاب بين اتجاهين: الأول يدعو إلى تأصيل الفلسفة انطلاقًا من التراث الإسلامي، عبر إعادة قراءة الفلاسفة الكبار كابن رشد والفارابي في ضوء حاجات العصر، والثاني يسعى إلى تأسيس فلسفة عربية معاصرة تستفيد من الفلسفة الغربية الحديثة ولكن ضمن شروط ثقافية عربية. غير أن كلا الاتجاهين يواجهان صعوبات متعلقة ببنية العقل العربي، التي لم تتحرر بعد من القيود النصية والموروثات الجامدة.
في الفصل الخامس، يقدم الجابري خلاصات عامة، وينبه إلى أن تجاوز أزمة الخطاب العربي لا يمكن أن يتحقق دون "الاستقلال التاريخي للذات العربية"، أي دون وعي نقدي جذري يحرر العقل من التبعية ويؤسس لرؤية تاريخية قادرة على استيعاب التعدد والانفتاح والتجدد. ويدعو في هذا السياق إلى مشروع فكري يقوم على النقد والمساءلة، لا على التبرير والانفعال، لأن الخطاب الذي لا يُنتج معرفة ولا يسهم في بناء الوعي، يظل مجرد تكرار لأوهام الماضي أو استلاب للآخر.
ينتهي الكتاب إلى ضرورة تجديد الفكر العربي عبر مساءلة خطاباته السائدة، والقطع مع الأساليب التلفيقية التي تتراوح بين النقل السطحي والاقتباس غير الواعي. فالمطلوب، بحسب الجابري، ليس مجرد تطوير للغة الخطاب، بل تفكيك لبنيته العميقة، وإعادة تشكيل لعلاقته بالعالم والواقع والتاريخ.